# Autobahn (sang)
 For alternative betydninger, se Autobahn. (Se også artikler, som begynder med Autobahn)
"Autobahn" er en sang af Kraftwerk udgivet på albummet Autobahn i 1974.
Sangen handler om at køre på den tyske motorvej.
Den originale udgave af sangen fra 1974 er 22:42 minutter lang, mens der er udgivet en anden version på remix-albummet The Mix, der kun er 9:28 minutter langt.
Sangen er også udgivet på et livealbum fra Kraftwerks Autobahn tour i 1975.